# Testosteron
Testosteron (Latijn: testis, teelbal en steroïde) is een geslachtshormoon. De zuivere stof komt voor als een witte kristallijne vaste stof, die onoplosbaar is in water.
Testosteron is het belangrijkste androgeen (mannelijke geslachtshormoon). Testosteronconcentraties in bloed zijn voor de puberteit laag en stijgen tijdens de puberteit naar volwassen waarden. Bij mannen wordt meer dan 90% van het testosteron in de teelballen geproduceerd en de rest in de bijnieren. Bij vrouwen zijn de testosteronconcentraties veel lager. Bij hen wordt ongeveer 30% door de ovaria en de rest door de bijnieren geproduceerd.
Onderzoekers van het Nederlandse farmaceutische bedrijf Organon, waaronder Ernst Laqueur en János Freud, waren in 1935 de eersten die testosteron isoleerden uit stierentestikels.

## Functies
Testosteron bezit talrijke functies in het lichaam:
- Bij de ontwikkeling van het embryo zorgt het voor de ontwikkeling van de mannelijke primaire geslachtskenmerken (onder andere externe geslachtsorganen); zonder testosteron ontwikkelt een embryo zich vrouwelijk, zie homologie (anatomie).
- Tijdens de puberteit zorgt het voor de ontwikkeling van de mannelijke secundaire geslachtskenmerken (onder andere stemhoogte, groei van penis, balzak, lichaamsbeharing en skeletspieren).
- Na de puberteit zorgt testosteron voor het in stand houden van het mannelijk voortplantingsapparaat, de mannelijke vormen en de productie van sperma.
- Bij mannen en vrouwen speelt het een rol bij de libido.
- Testosteron zorgt ook bij vrouwen voor de groei van schaamhaar tijdens de puberteit.
- Testosteron stimuleert de groei van skeletspieren.
- Onder invloed van testosteron verandert de talgproductie, een van de oorzaken van acne.
- Testosteron speelt een rol bij het verlies van hoofdhaar bij mannen.
- Testosteron heeft invloed op de lateralisatie van de hersenen.

## Vorming in het lichaam
Testosteron wordt bij mannen geproduceerd in de teelballen (testes) en in de bijnieren, ongeveer 7 mg/dag bij mannen. Onderdeel van de testes zijn de leydigcellen, waar cholesterol omgezet wordt in testosteron.
Bij vrouwen wordt de testosteron in kleine hoeveelheden aangemaakt in de eierstokken en in de bijnieren. De hoeveelheid geproduceerde testosteron zou bij de vrouw tussen de 1-2 mg per dag liggen.
Testosteron (4) wordt in het glad endoplasmatisch reticulum gevormd uit progesteron (1), dat in een eerste stap wordt gehydroxyleerd door het enzym 17α-hydroxylase tot 17α-hydroxyprogesteron (2). De ingevoerde hydroxylgroep wordt door het 17,20-lyase geoxideerd tot een ketonfunctie en de acylgroep wordt geëlimineerd. De ontstane structuur is androsteendion (3). De laatste stap wordt uitgevoerd door het 17β-hydroxysteroïde-dehydrogenase en betreft de reductie van de ketonfunctie.
Testosteron kan verder reageren oestradiol.

## Regulering
De regulering van testosteron verloopt door middel van negatieve terugkoppeling:
Vanaf de puberteit begint de hypothalamus steeds meer gonadotrofinestimulerend hormoon (GnRH) af te geven aan de hypofyse. GnRH wordt periodiek afgescheiden met intervallen van ongeveer 90 minuten. De ontstane chemische prikkel wordt via het follikelstimulerend hormoon (FSH) en luteïniserend hormoon (LH) doorgegeven aan de teelballen. Bij mannen stimuleert het LH de testosteronsecretie door de leydigcellen. FSH in combinatie met hoge intratesticulaire testosteronconcentraties stimuleert de spermatogenese, het proces waarbij de mannelijke spermatogonia zich ontwikkelen tot volwassen zaadcellen. Dit wordt gereguleerd door de Sertoli-cellen. Op dit punt bestaat er een negatieve terugkoppeling van testosteron op de werking van het GnRH: indien de testosteronconcentratie te hoog is, geeft de hypothalamus minder GnRH af aan de hypofyse, zodat de productie van testosteron minder gestimuleerd wordt. De negatieve terugkoppeling bestaat ook rechtstreeks tussen testosteron en de hypofyse.
Testosteron wordt in de lever afgebroken tot androsteron.

## Bloedonderzoek
De hoeveelheid testosteron in het bloed, de testosteronspiegel, wordt onder meer onderzocht bij
- vrouwen of meisjes met virilisering of hirsutisme
- jongens die te vroeg of te laat in de puberteit komen
- mannen met onvoldoende testisfunctie
- mannen met hypogonadisme
- vrouwen met hyperandrogenisme
- endocriene therapie bij prostaatcarcinoom
- substitutietherapie bij een testosterontekort

Testosteron is in het lichaam doorgaans gebonden aan sexhormoonbindend globuline (SHBG). Bij het vaststellen van de referentiewaarden wordt ervan uitgegaan dat er een normale hoeveelheid SHBG aanwezig is. Daar de SHBG-concentraties door oestrogenen gestimuleerd worden, wordt bij zwangerschap en bij het gebruik van oestrogeenbevattende anticonceptiemiddelen een relatief hoge testosteronconcentratie gemeten. Aan de andere kant kan er bij een lage SHBG-concentratie toch sprake zijn van een normale testosteronconcentratie.
Het biologische effect van testosteron wordt met name bepaald door 5-alfa-dihydrotestosteron (DHT). De volgende hormoonbepalingen worden vaak in combinatie met testosteron aangevraagd om tot een algemene uitspraak over het testosteronniveau te komen: LH, 17-hydroxyprogesteron en androsteendion.

## Hormoonbehandeling en doping
Toediening gebeurt intramusculair, oraal, via de huid als gel of met een transdermale pleister, en middels implanteerbare korrels die onder de huid kunnen worden ingebracht.

### Doping
Verlies of winst in sportwedstrijden blijkt gepaard te gaan met een daling en stijging in testosteronniveaus. In verschillende sporten wordt testosteron als doping gebruikt vanwege zijn invloed op de spiermassa. Het toedienen van testosteron heeft forse bijwerkingen, zoals een toegenomen agressie en een hypotrofie van de testes. Testosteron staat op de internationale dopinglijst van het World Anti-Doping Agency (WADA).

### Hormoonbehandeling bij transgenders
Testosteron wordt als hormoonbehandeling onder meer toegediend bij transmannen.

#### Bijwerkingen
Overige bijwerkingen van de testosteronhormoontherapie kunnen zijn:
- Vettere huid/acné,
- Stoppen van menstruatie,
- Lager stemgeluid
- Baardgroei en toename lichaamsbeharing
- Clitorisgroei
- Dunner en droger vaginaslijmvlies
- Veranderingen vetverdeling
- Toegenomen spiermassa en -kracht
- Haarverlies hoofd
- Problemen om de blaas goed leeg te urineren[5]
- Irritatie bij de plasopening tijdens het urineren[6]

## Testosteron en agressiviteit
Het verband tussen testosteron, agressiviteit en antisociaal gedrag wordt door sommige bronnen bevestigd. Sommige onderzoekers zien juist bij een laag testosterongehalte een toename in agressiviteit en antisociaal gedrag en ander resultaten laten het tegenovergestelde zien. Zo zijn er ook wetenschappelijk onderzoeken die hier geen verband tussen zien.
Zo is er het voorbeeld van agressief gedrag van gevangenen, zoals het overtreden van gevangenisregels, de betrokkenheid in gevechten en dominantie in de groep, wat aan de testosteronspiegel wordt gerelateerd. Dit geldt voor zowel mannen als vrouwen. Het is echter onduidelijk of het hoge testosteronniveau daadwerkelijk de oorzaak is van het agressieve gedrag; juist de verworven dominantie in de groep zou de reden voor de stijging van de hormoonspiegel kunnen zijn.